# Sonda de neutrons
Una sonda de neutrons és un tipus de sonda d'humitat que utilitza la dispersió de neutrons. Aquestes sondes se solen utilitzar per mesurar el contingut d'aigua en el sòl o en la roca. La tècnica és no destructiva, i és sensible a la humitat de tot el material objectiu, i no pas només a la seva superfície.
L'aigua, a causa del seu contingut d'hidrogen, és un moderador de neutrons efectiu, que alenteix els neutrons d'alta energia. Amb una font de neutrons d'alta energia i un detector sensible als neutrons de baixa energia (neutrons tèrmics), la taxa de detecció estarà governada pel contingut d'aigua del sòl entre la font i el detector. La font de neutrons típicament conté una petita quantitat d'un radionúclid. Les fonts poden emetre neutrons durant la fissió espontània, com passa amb el californi; alternativament, un emissor alfa pot ser mesclat amb un element lleuger per obtenir una reacció nuclear que doni neutrons en excés, tal com passa amb l'americi en una matriu de beril·li.